# FIFA 19
FIFA 19 és un videojoc de simulació del futbol desenvolupat per EA Vancouver que forma part de la sèrie FIFA d'Electronic Arts. Anunciat el 6 de juny de 2018 per la roda de premsa E3 2018, va ser alliberat el 28 de setembre de 2018 per PlayStation 3, PlayStation 4, Xbox 360, Xbox Un, Interruptor de Nintendo, i Windows de Microsoft. És el 26è installment en la sèrie de FIFA. Mentre amb FIFA 18, Cristiano Ronaldo inicialment com l'atleta de coberta de l'edició regular: tanmateix, seguint el seva transferència unanticipada del Reial Madrid al Juventus FC, l'art de la coberta nova va ser alliberat, presentant a Neymar, Kevin De Bruyne i Paulo Dybala.
El joc presenta les competències de club de la UEFA per primer cop, inclosa la Lliga de Campions de la UEFA i la Lliga Europa de la UEFA, Martin Tyler i el retorn d'Alan Smith com a comentaristes regulars, mentre el nou equip comentarista de Derek Rae i Lee Dixon es característica en el mode de competències de la UEFA. El compositor Hans Zimmer i el raper Vince Staples va enregistrar un nou remix de l'Himne de la Lliga de Campions de la UEFA especialment per al joc. El caràcter Alex Hunter, qui va aparèixer per primer cop en el FIFA 17 torna per la tercera i última entrega de "El Viatge", titulat, "El Viatge: Campions". El juny delv2019, una actualització lliure va afegir la Copa del Món Femenina de Futbol com a mode de joc separat.
Aquest és l'últim joc en la sèrie de FIFA per ser disponible en una consola de setena generació, i l'últim joc sabut per ser disponible pel PlayStation 3 a tot el món.
El FIFA 20 el va substituir en la saga de videojocs.

## Joc
Els canvis de joc en FIFA 19 inclouen el nou "sistema tàctil actiu": una revisió del control del jugador, "acabat temporitzat" - on es pot prémer el botó de cop una segona vegada per determinar el moment exacte en què es rebutja la pilota," Batalles 50/50 ": un sistema per determinar la probabilitat que un jugador guanyi boles soltes i" Tàctiques dinàmiques ", que permeten als jugadors configurar estratègies i canviar entre elles en temps real durant el partit.
FIFA 19 introdueix les competicions de la UEFA Champions League, la UEFA Europa League i la Supercopa de la UEFA al partit, després d'haver expirat les llicències amb Pro Evolution Soccer de Konami. El joc tindrà suport per a la promoció i el descens entre la Champions League i Europa League. Martin Tyler i Alan Smith tornen a ser comentaristes regulars amb Derek Rae i Lee Dixon com a comentaristes de la Lliga de Campions. Geoff Shreeves també torna com a reporter de la línia tàctil i també en Alan McInally, que ofereix actualitzacions de tota la lliga. S'han implementat nous gràfics i estadis.
El port de la Nintendo Switch rebrà actualitzacions sobre FIFA 18. El 9 de juny de 2018, EA Sports va penjar un tràiler oficial al seu canal de YouTube. Cristiano Ronaldo va tornar com a protagonista mundial per segona vegada consecutiva. Ell i Neymar apareixen als packs Champions i Ultimate Edition per al joc. No obstant això, va ser trets de la coberta a mitjans de febrer. Ara, només compta amb Neymar com a protagonista principal. Les estrelles de futbol masculí Kevin De Bruyne i Paulo Dybala també són protagonistes, a més de l'estel de l'USWNT, Alex Morgan. Va informar que inclourà 55 equips nacionals amb 35 lligues llicenciades.
Es va confirmar que el joc tindria una Sèrie A amb llicència després de rebre el nom de "Calcio A" (a causa de problemes de llicència) a FIFA 17 i FIFA 18. El joc inclourà la Super League Xinesa, el primer títol de la FIFA que ho farà. No obstant això, es va confirmar que el joc no inclourà la Premier League russa, com ho va fer a la FIFA 18 i a la FIFA anterior. Els equips de la Premier League russa, CSKA Moscow, Spartak Moscow i Lokomotiv Moscou, es van mantenir, mentre que Dinamo Zagreb, Dynamo Kyiv, Slavia Praha i Viktoria Plzen es van afegir al joc. Boca Juniors apareix com a Buenos Aires FC en el partit des que el club va signar un acord amb Konami; per les mateixes raons, Colo-Colo apareix com a CD Viñazur. Un cop més, a causa de la contractació de Konami amb determinats clubs brasilers, el Campionat Brasileño Série A apareix de forma incompleta, aquesta vegada amb només 15 clubs, amb les notables omissions de São Paulo, Palmeiras, Corinthians, Flamengo i Vasco da Gama. tots ells són socis de Konami. Els clubs brasilers restants, mentre apareixen amb una marca amb llicència, no tenen cap dels seus jugadors llicenciats a causa d'una disputa judicial contínua sobre els drets d'imatge, que es negocien individualment amb cada jugador, a diferència d'altres països.